# گوزل‌سو (اخلاط)
گوزل‌سو (به ترکی استانبولی: Güzelsu، به ارمنی: Տափավանք، به کردی: Tepewank) یک منطقهٔ مسکونی در ترکیه است که در اخلاط واقع شده‌است. گوزل‌سو ۱٬۱۴۳ نفر جمعیت دارد.